# خودروی الکتریکی کریگر

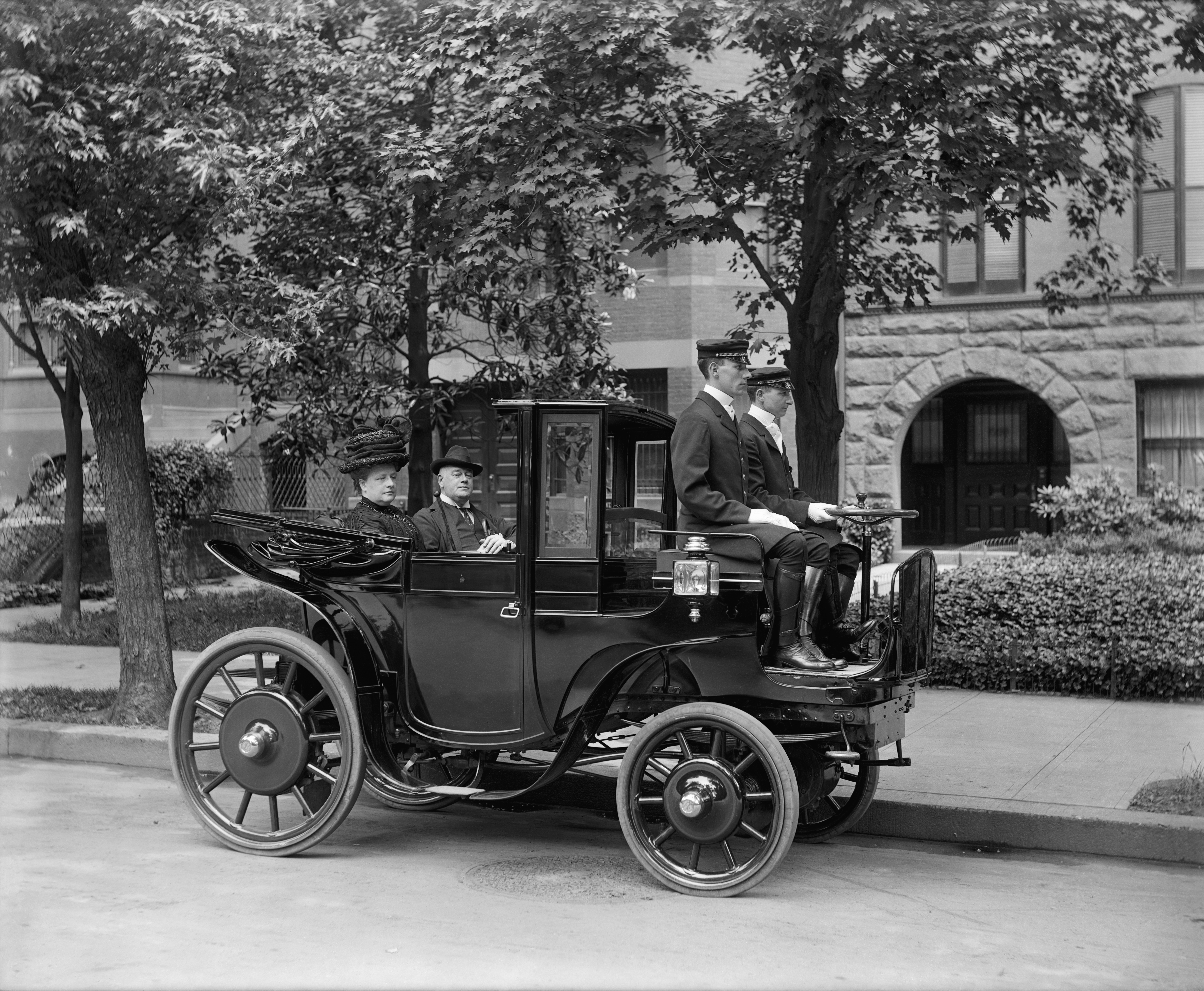
نگاره‌ای به‌سال ۱۹۰۶ میلادی از سناتور جورج پی. وتمور، همسرش، شوفر و خدمتکارشان در خودروی الکتریکی کریگر.

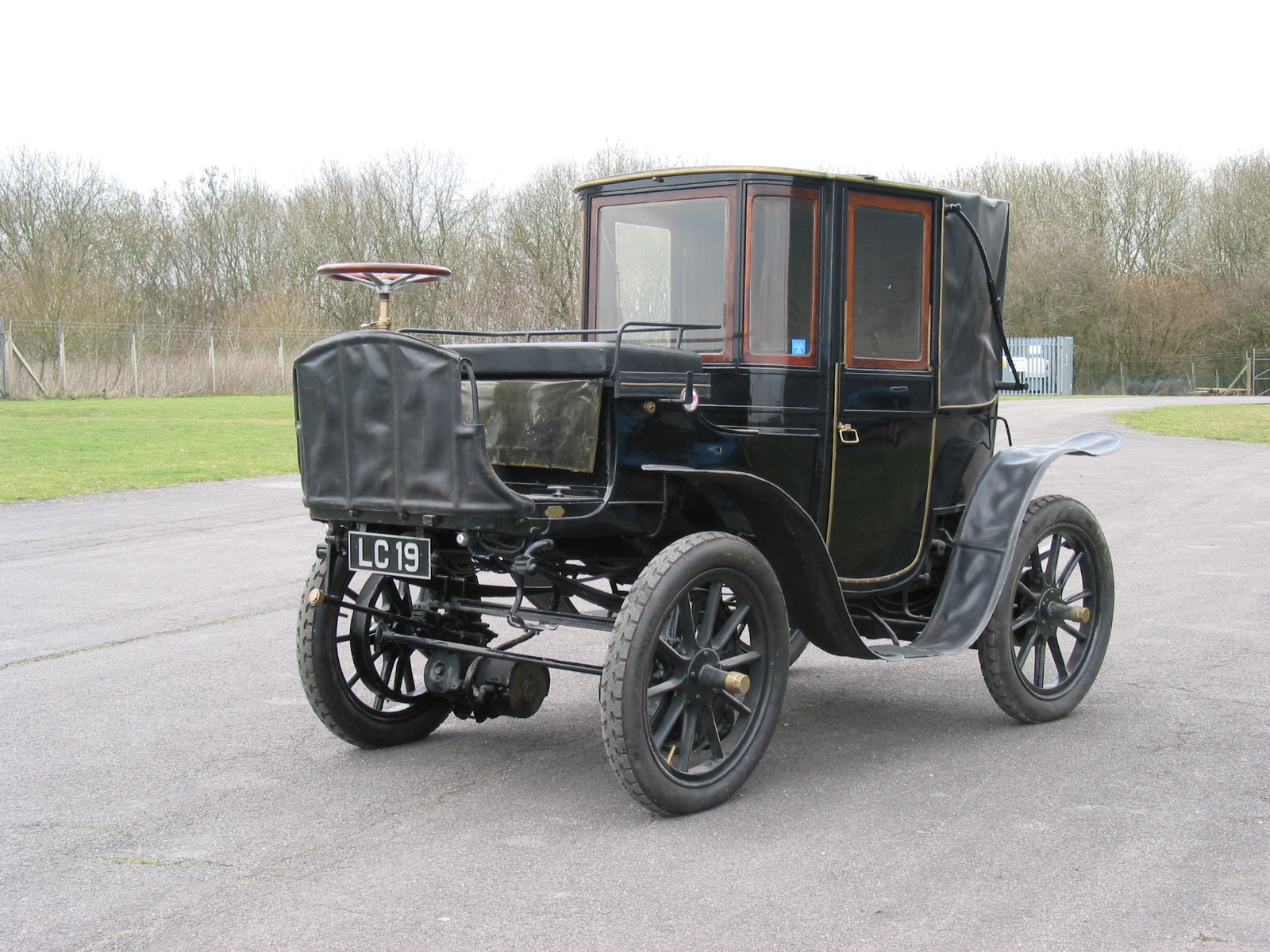
کالسکه (Brougham) 1904

شرکت خودروی الکتریکی کریگر (به انگلیسی: Kriéger Company of Electric Vehicles) یک کمپانی خودروسازی بود که نمونه‌های برقی تولید می‌کرد.
در سال ۱۸۹۴ لوئیس آنتونی کریگر (۱۸۶۸–۱۹۵۱) در پاریس، فرانسه آغاز به طراحی و ساخت خودروی الکتریکی کرد. از سنهٔ ۱۸۹۸، هنگامی که علاقه به وسیلهٔ نقلیهٔ برقی در فرانسه افزایش یافت، کریگر شرکت خودروی الکتریکی خود را سازمان‌دهی کرد. سه تولیدی این شرکت با نام‌های Brougham, Landaulette و Electrolette عرضه شدند.
در سال ۱۹۰۱ میلادی، ۴۳ وسیلهٔ نقلیهٔ الکتریکی تولید شد.
در سال ۱۹۰۲ نیز اقلاً ۶۵ قلم دیگر تولید گشت.
در ۱۹۰۰ کریگر در ساخت و طراحی چندین خودروی برقی دیگر نیز همکاری و فعالیت داشت که ماشینی به نام «قدرتمند» نیز در این زمره بوده‌است.
لکترولیت یک وسیله نقلیه دو نفره بود. در کنار هر چرخ جلو یک موتور الکتریکی با قدرت ۳ اسب بخار قرار گرفته بود. پین در کنار چرخ قرار می‌گرفت و با یک چرخ‌دندهٔ بزرگ که در برابر آن ثابت بود، درگیر می‌شد. چرخ‌دنده و پین محکم به هم بسته می‌شدند. همچنین یک باتری فولمن ۸۰۰ پوندی در جعبه‌ای تعبیه شده و زیر بدنهٔ وسیلهٔ نقلیه ثابت قرار می‌گرفت و به گونه‌ای تنظیم شد که به راحتی از عقب خارج شود. کریگر ادعا داشت که حداقل ۶۵ مایل را با یک بار شارژ باتری می‌توان پیمود. با الکترولیت ۱۷۰۰ پوندی در یک سطح می‌شد ۲۱ مایل در ساعت یا ۱۲ تا ۱۵ مایل جاده‌ای متوسط را طی کرد. خودروهای کریگر برای نخستین بار از سیستم‌های ترمز برقی احیاکننده استفاده می‌کردند.
در سال ۱۹۰۳ کریگر نخستین خودروی برقی دوگانه (HEV) را ساخت؛ این ماشین یک خودروی محورجلو، فرمان خودکار و موتور بنزینی بود که یک باتری تکمیلش می‌کرد. شرکت کریگر تا سال ۱۹۰۹ وسایل نقلیه الکتریکی تولید می‌کرد. شواهدی وجود دارد که نشان می‌دهند شخص کریگر به طراحی و همکاری با دیگران ادامه می‌داد، از جمله نام او در کنار خودروی Electrolette آمده‌است.

## نگارخانه

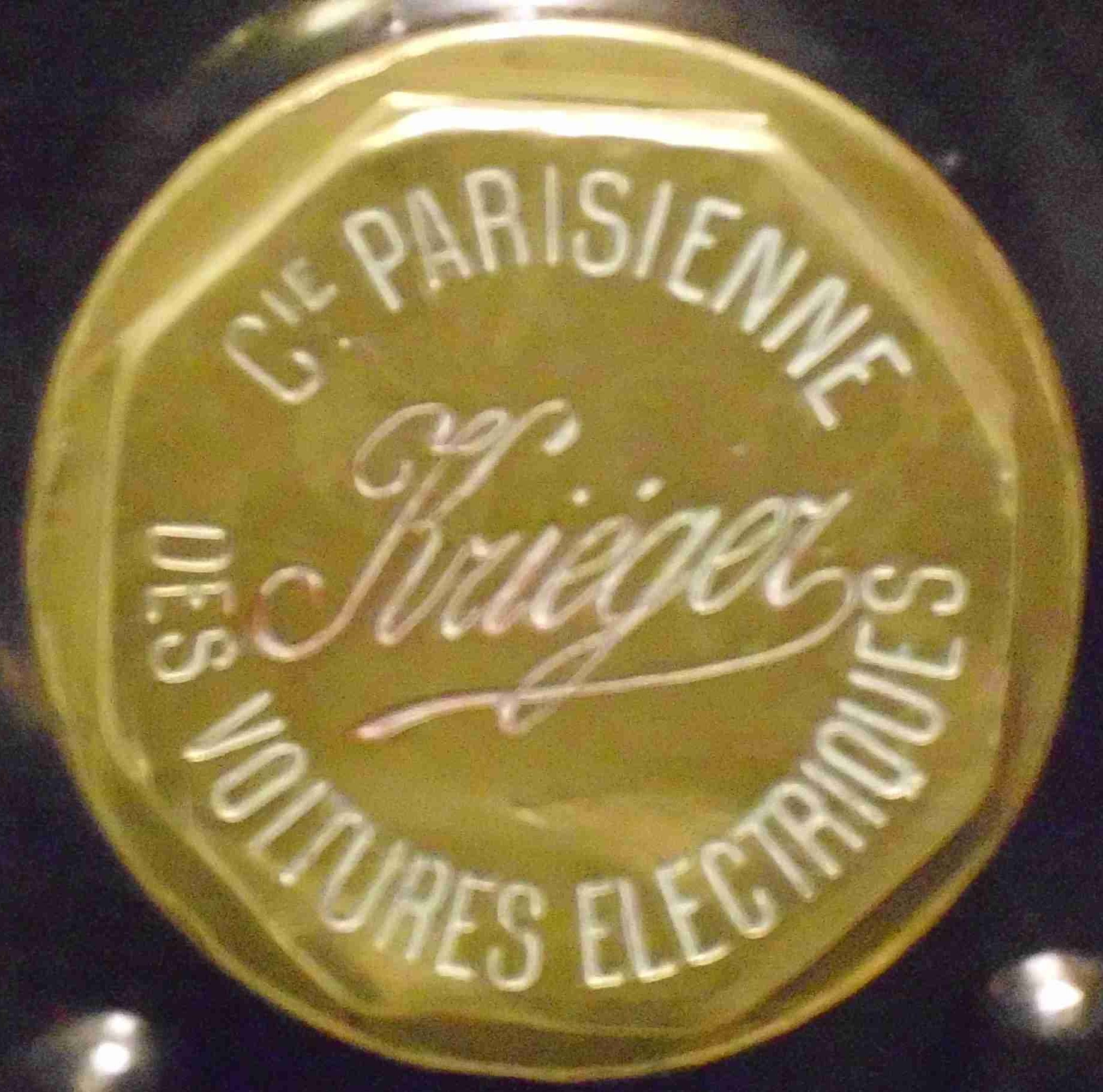
نشان شرکت خودروی الکتریکی کریگر
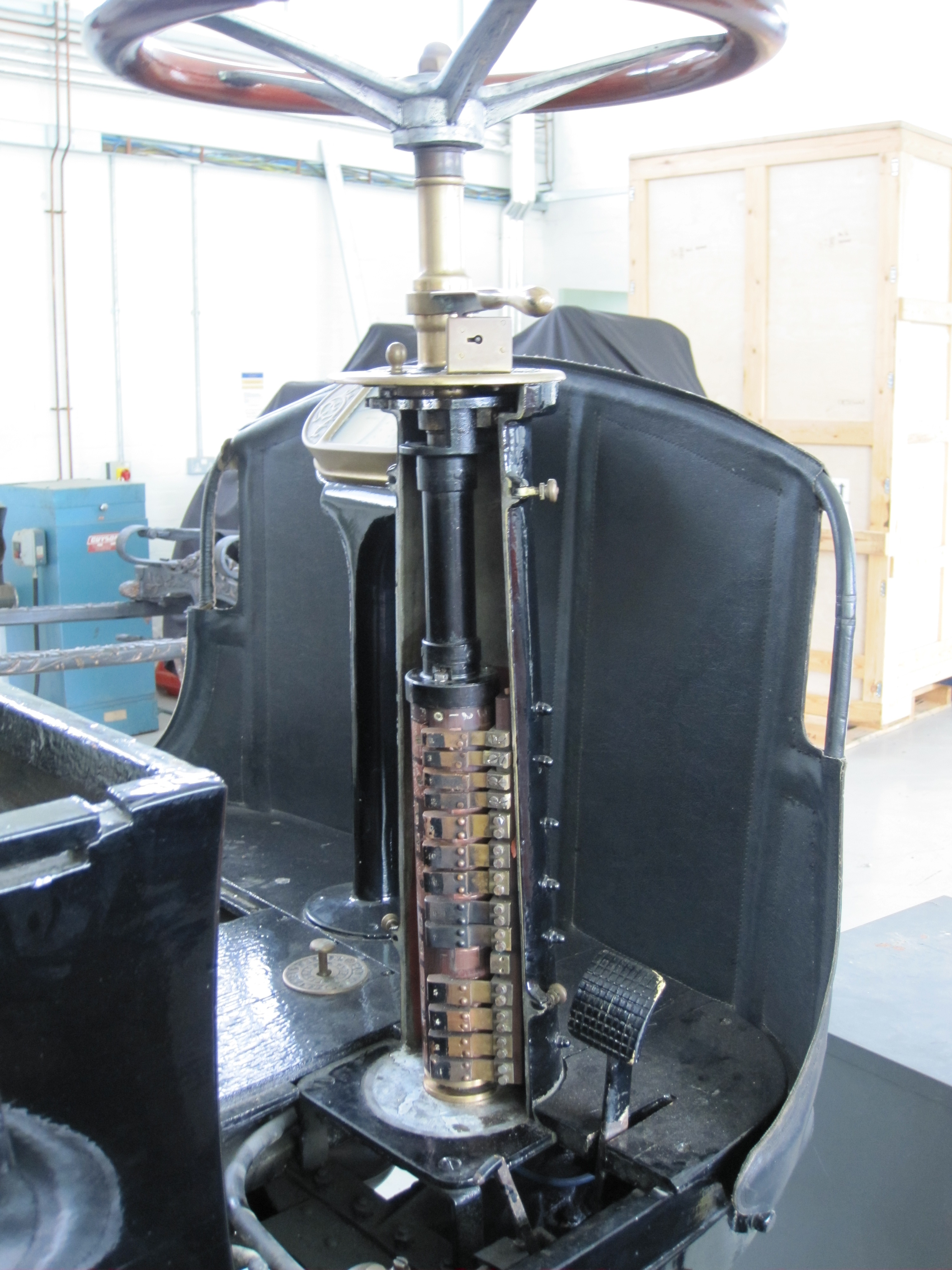
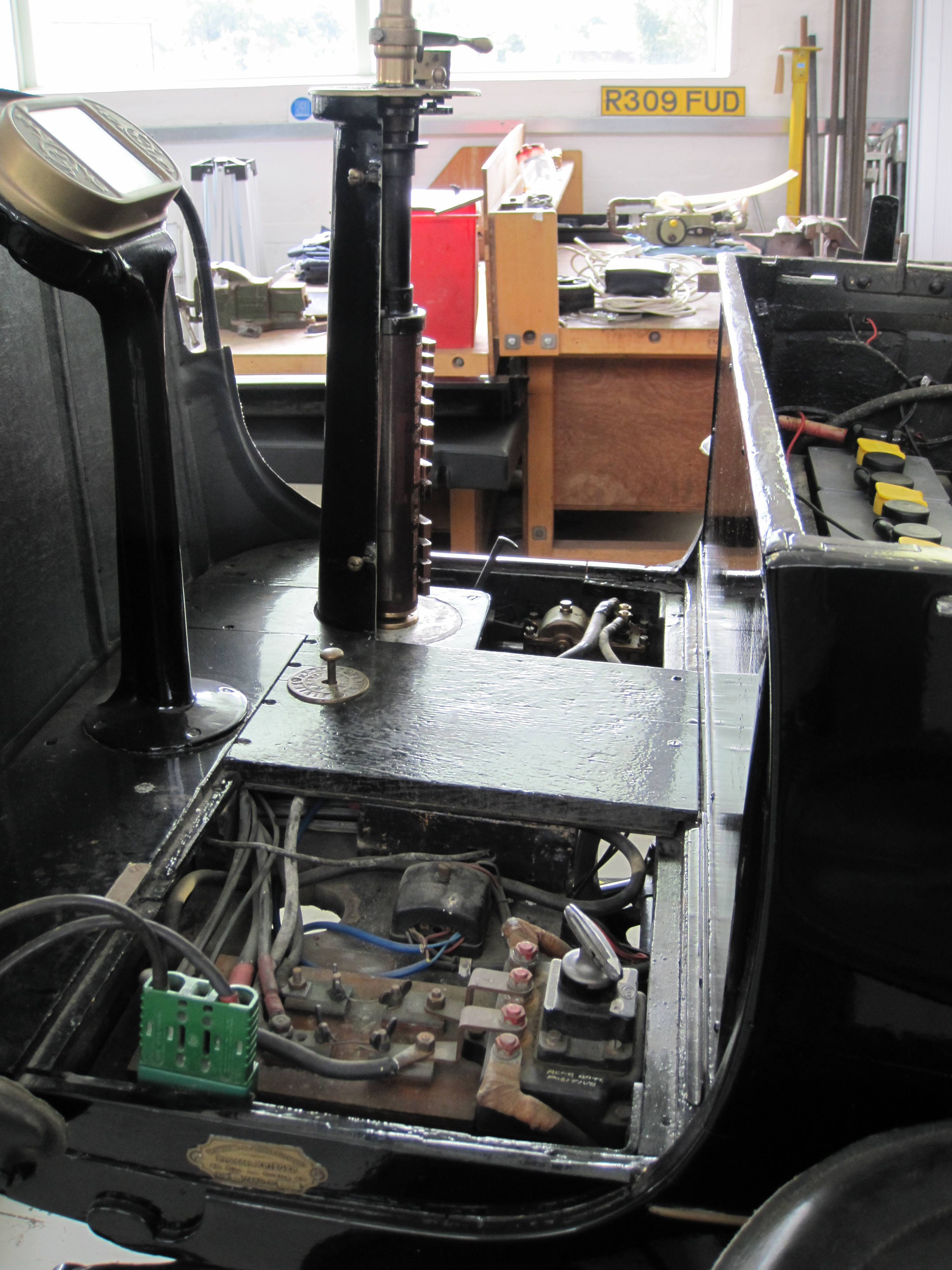
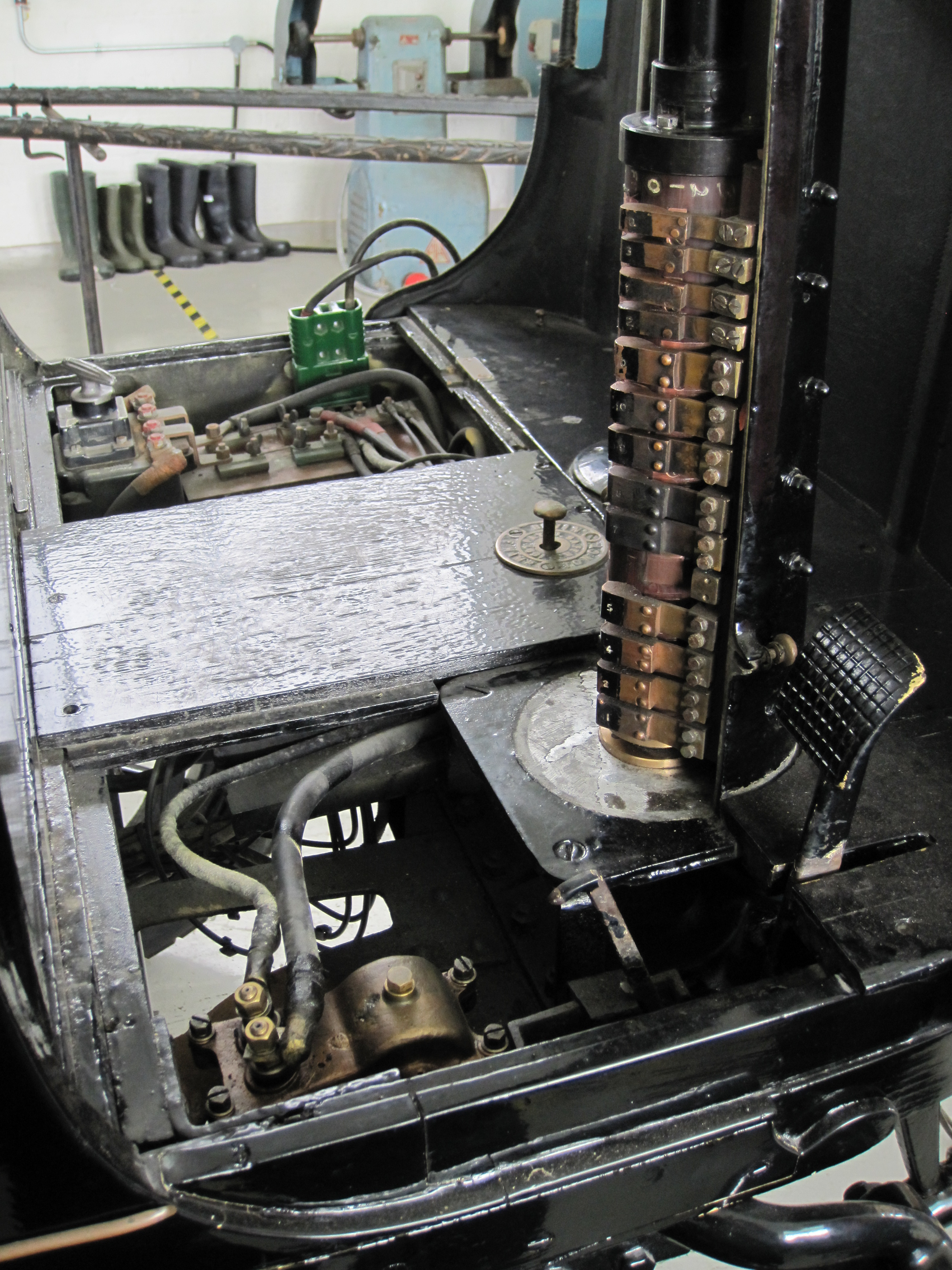
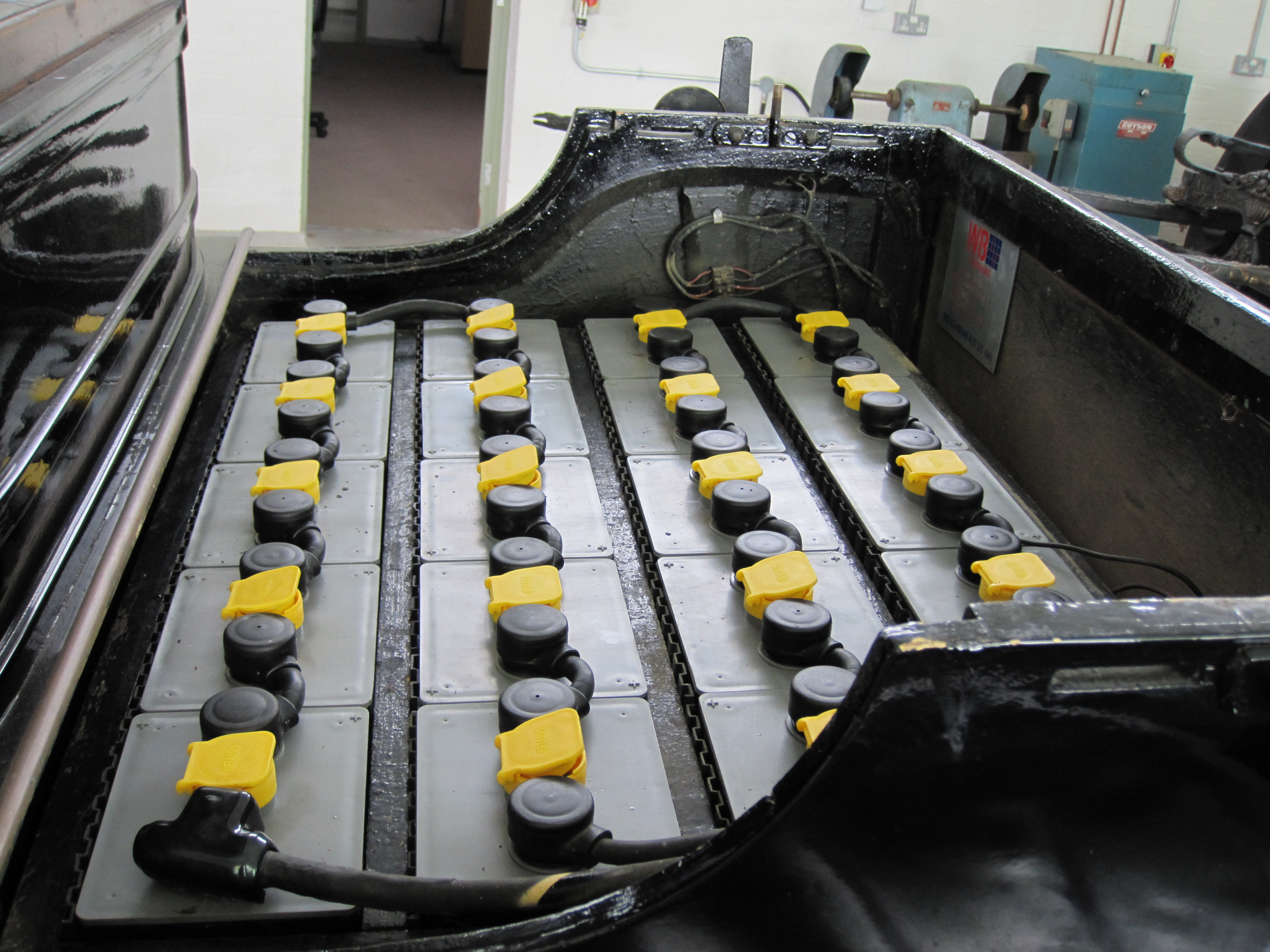
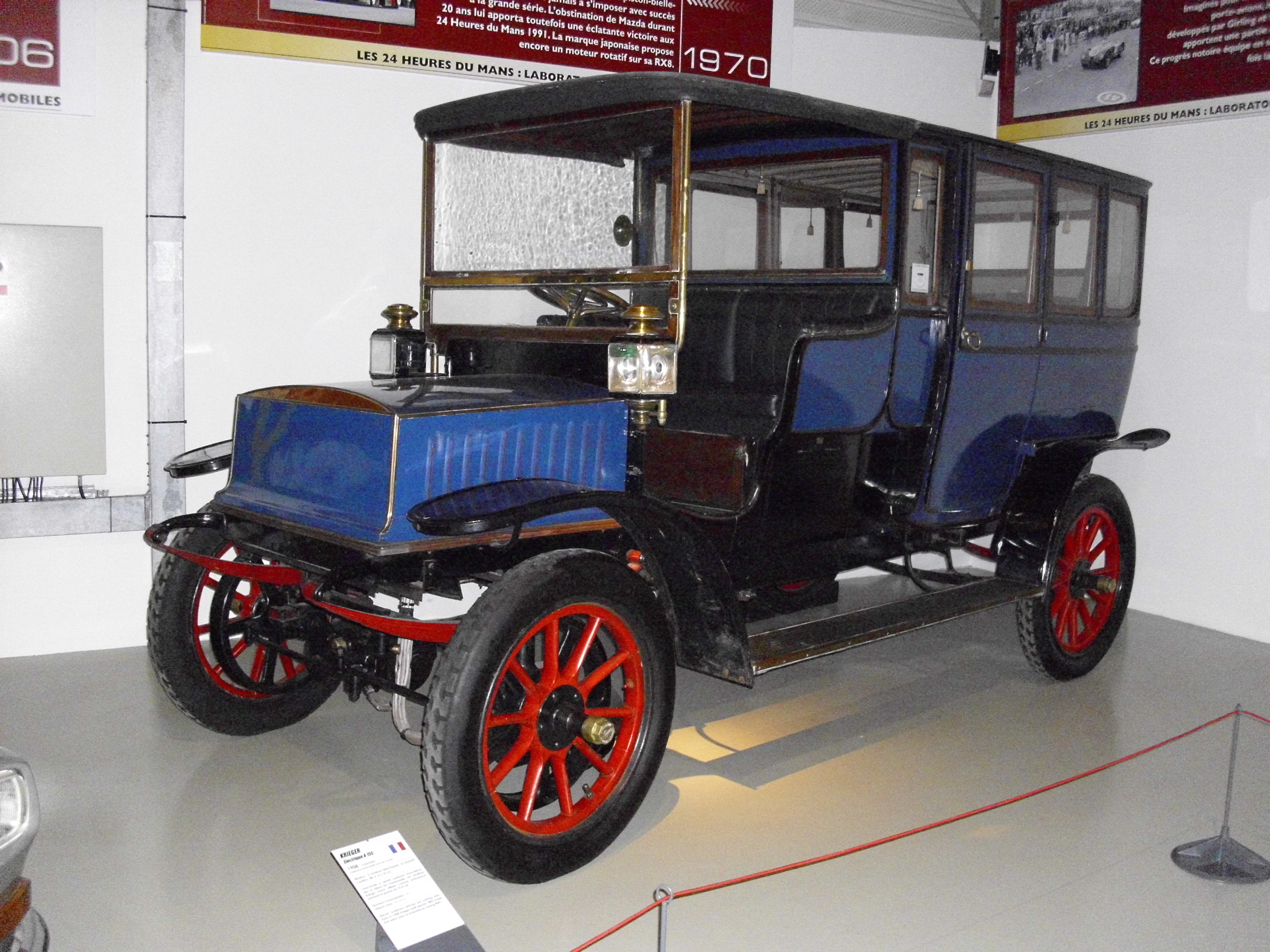
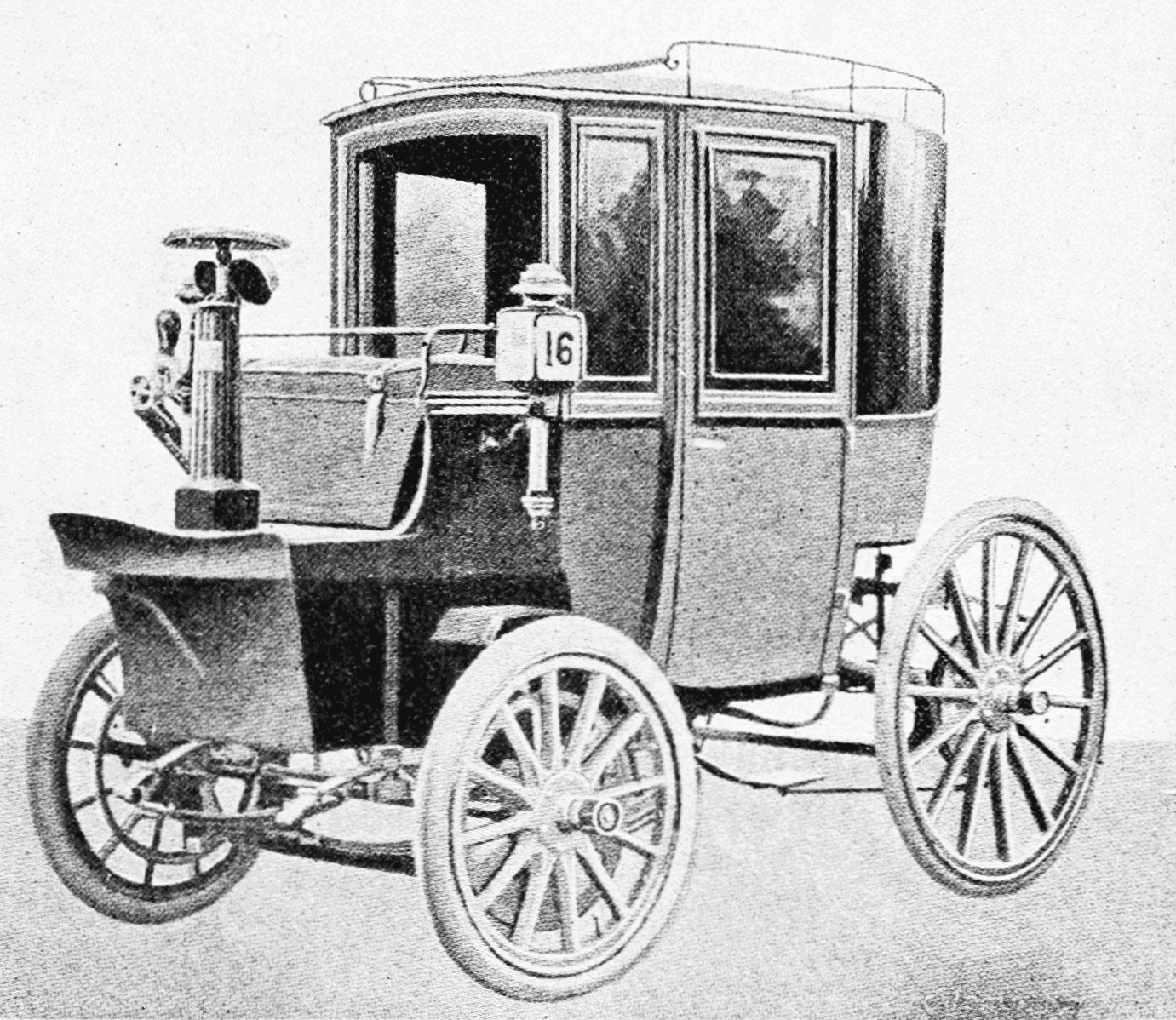
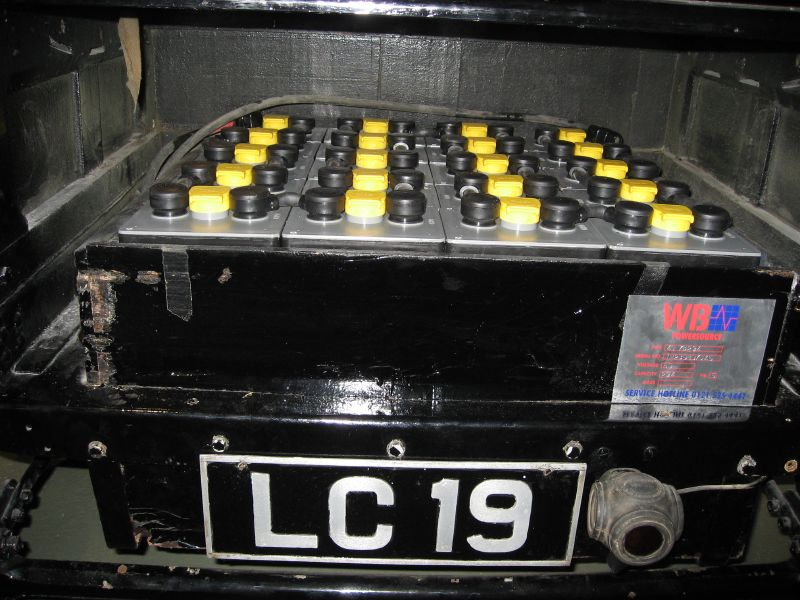
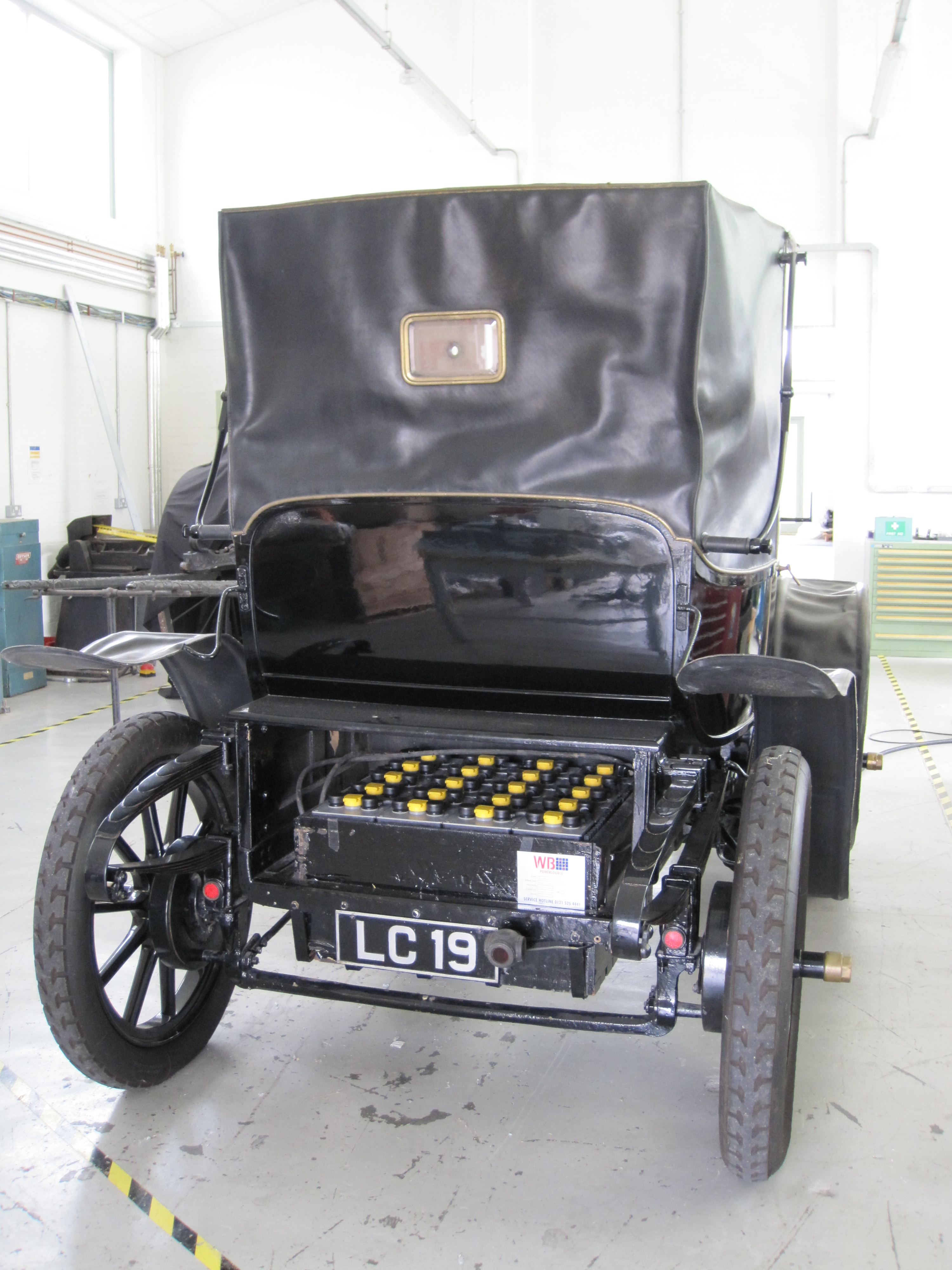